# Saint-Michel-sur-Ternoise
Saint-Michel-sur-Ternoise è un comune francese di 955 abitanti situato nel dipartimento del Passo di Calais nella regione dell'Alta Francia.
Come si evince dal nome, il suo territorio comunale è attraversato dal fiume Ternoise.

## Società

### Evoluzione demografica
Abitanti censiti